# Temelucha afghana
Temelucha afghana är en stekelart som beskrevs av Sedivy 1968. Temelucha afghana ingår i släktet Temelucha och familjen brokparasitsteklar. Inga underarter finns listade i Catalogue of Life.